# Будзинь (Олькуський повіт)
Будзинь (пол. Budzyń) — село в Польщі, у гміні Вольбром Олькуського повіту Малопольського воєводства.
Населення — 145 осіб (2011).
У 1975-1998 роках село належало до Катовицького воєводства.

## Демографія
Демографічна структура станом на 31 березня 2011 року:
|          | Загалом | Допрацездатний вік | Працездатний вік | Постпрацездатний вік |
| -------- | ------- | ------------------ | ---------------- | -------------------- |
| Чоловіки | 72      | 11                 | 53               | 8                    |
| Жінки    | 73      | 18                 | 39               | 16                   |
| Разом    | 145     | 29                 | 92               | 24                   |